# Seferovci (Gradiška)
Seferovci  (en cirílico: Сеферовци) es una aldea de la municipalidad de Gradiška, Republika Srpska, Bosnia y Herzegovina.
La fertilidad de la zona permitió a los habitantes de Seferovci procurarse los medios de vida a través de la agricultura. La horticultura es la rama más representada de la agricultura.
La localidad es sede de la iglesia ortodoxa consagrada a los apóstoles Pedro y Pablo. El 14 de julio de 2012, la iglesia fue consagrada por el obispo de Banja Luka Efraim. La construcción de este templo comenzó en 1938 y continuó en 2006.

## Población
| Composición de la Población - Aldea de Seferovci | Composición de la Población - Aldea de Seferovci | Composición de la Población - Aldea de Seferovci | Composición de la Población - Aldea de Seferovci | Composición de la Población - Aldea de Seferovci |
| ------------------------------------------------ | ------------------------------------------------ | ------------------------------------------------ | ------------------------------------------------ | ------------------------------------------------ |
|                                                  | 2013                                             | 1991                                             | 1981                                             | 1971                                             |
| Total                                            | 521                                              | 502 (100%)                                       | 505 (100%)                                       | 486 (100%)                                       |
| Varones                                          | 262                                              | -                                                | -                                                | -                                                |
| Mujeres                                          | 259                                              | -                                                | -                                                | -                                                |
| Bosniacos                                        | -                                                | -                                                | -                                                | -                                                |
| Serbios                                          | 515                                              | 489 (97,41%)                                     | 476 (94,26%)                                     | 482 (99,18%)                                     |
| Croatas                                          | 4                                                | 3 (0,6%)                                         | 4 (0,79%)                                        | 2 (0,41%)                                        |
| Gitanos                                          | -                                                | -                                                | -                                                | -                                                |
| Eslovenos                                        | -                                                | -                                                | -                                                | -                                                |
| Musulmanes                                       | -                                                | -                                                | -                                                | -                                                |
| Montenegrinos                                    | -                                                | -                                                | -                                                | -                                                |
| Macedonios                                       | -                                                | -                                                | -                                                |                                                  |
| Albaneses                                        | -                                                | -                                                | -                                                | -                                                |
| Ukranianos                                       | -                                                | -                                                | -                                                | -                                                |
| Yugoslavos                                       | -                                                | 3 (0,%)                                          | 22 (4,36%)                                       | -                                                |
| Otros                                            | -                                                | 7 (1,39%)                                        | 3 (0,59%)                                        | 2 (0,41%)                                        |
| Sin declarar                                     | 2                                                | -                                                | -                                                | -                                                |
| Desconocidos                                     | -                                                | -                                                | -                                                | -                                                |